# Scirus
Scirus — научная поисковая система, запущенная в 2001 году. Как и CiteSeerX и Google Scholar, она ориентирована на научную информацию. В отличие от CiteSeerX, Scirus был настроен на индексирование не только информации по компьютерным наукам и информационным технологиям, и не все результаты включали полный текст. Данная система также отправляла результаты своего научного поиска в Scopus, реферативную и цитируемую базу данных, охватывающую результаты научных исследований во всем мире. Scirus принадлежал и управлялся Elsevier. В 2013 году на главной странице Scirus появилось объявление об удалении сайта в 2014 году:

Нам грустно прощаться. Scirus собирается выйти на пенсию в начале 2014 года. Официальная дата выхода на пенсию будет опубликована здесь, как только она будет определена. Чтобы обеспечить плавный переход, мы информируем вас сейчас, чтобы у вас было достаточно времени на то, чтобы найти альтернативное решение для поиска научного контента. Спасибо за то, что вы являетесь преданным пользователем Scirus. Мы с удовольствием вам помогли.
[значимость факта?]
К февралю 2014 года домашняя страница Scirus отображала информацию, что служба больше не работает.